# نيكول هانسن
نيكول هانسن (بالألمانية: Nicole Hansen)‏ هي ممثلة ألمانية، ولدت في القرن العشرين في فرانكفورت في ألمانيا.

## وصلات خارجية
- نيكول هانسن على موقع IMDb (الإنجليزية)
- نيكول هانسن على موقع قاعدة بيانات الفيلم (الإنجليزية)